# Einhausen (Hessen)
Einhausen este o comună din landul Hessa, Germania.